# Товариство православних поляків
Товариство православних поляків — об'єднання, яке виникло в середині 1930-х років з ініціативи державної влади Польщі як рух «православних поляків» і було спрямоване на полонізацію Західної Білорусі.

## Історія
Перше Товариство православних поляків імені Юзефа Пілсудського було створено в 1935 році у Білостоці. На наступний рік такі товариства почали в Гродно, Слонімі, Волковиську і Новогрудку. Пропагандистами польськості серед місцевих православних білорусів стали насамперед молоді священики, випускники богословського факультету Варшавського університету. Незабаром центром цього руху стало Гродно — садиба єпископа Сави (Советова), який опікувався товариством.
1 лютого 1938, в день іменин президента Польщі Ігнація Мосціцького, Гродненське Товариство православних поляків запропонувало приєднатися до Табору національного об'єднання.
Єпископ Сава наказав підлеглому йому духовенству вчити польську мову і брати участь у діяльності польських політичних і громадських організацій. Почалися процеси з підготовки літургії польською мовою. На Гродненщині, Белостокщіне і Віленщині були розпочаті спроби введення проповідей польською мовою і співу церковним хоралом на завершення літургії польських патріотичних пісень. Такі дії викликали протести місцевих віруючих.
У листопада 1938 року єпископський сан були приведені два військові капелана у званні полковника, які вважали себе поляками: Тимофій (Е. Шретер) і Матвій (К. Семашко). Вони разом з єпископом Савою почали інтенсивну роботу на користь зміни культурного образу Православної церкви в Польщі.
Ця діяльність була припинена у зв'язку з початком Другої світової війни.